# Trap or Die 3
| Recensione | Giudizio |
| ---------- | -------- |
| AllMusic   |          |
| HipHopDX   |          |
| Pitchfork  |          |
| XXL        |          |

Trap or Die 3 è il settimo album in studio del rapper statunitense Jeezy, pubblicato nel 2016 dalla Def Jam Recordings.

## Descrizione
L'album presenta diversi ospiti di rilievo: Yo Gotti, French Montana, Lil Wayne e Chris Brown.
Su Metacritic ottiene un punteggio di 70/100.

## Tracce
1. In the Air – 3:33
2. G-Wagon – 3:46
3. It Is What It Is – 3:15
4. Where It At (featuring Yo Gotti) – 3:52
5. All There (featuring Bankroll Fresh) – 3:18
6. Going Crazy (featuring French Montana) – 4:07
7. Bout That (featuring Lil Wayne) – 3:46
8. So What – 2:55
9. Let Em Know – 3:38
10. Recipe – 4:47
11. Goldmine – 3:32
12. U Kno It – 3:16
13. Like That – 2:59
14. Sexé (featuring Plies) – 4:23
15. Pretty Diamonds (featuring Chris Brown) – 4:29
16. Never Settle – 3:52

## Classifiche

### Classifiche settimanali
| Classifica (2016)         | Posizione massima |
| ------------------------- | ----------------- |
| Canada                    | 60                |
| Stati Uniti               | 1                 |
| Stati Uniti (digital)     | 1                 |
| Stati Uniti (rap)         | 1                 |
| Stati Uniti (R&B/hip-hop) | 1                 |
| Stati Uniti (tastemaker)  | 9                 |

### Classifiche di fine anno
| Classifica (2016)         | Posizione massima |
| ------------------------- | ----------------- |
| Stati Uniti (rap)         | 22                |
| Stati Uniti (R&B/hip-hop) | 34                |